# شركة تاميل نادو للتنمية الصناعية
شركة تاميل نادو للتنمية الصناعية (TIDCO) هي وكالة حكومية في ولاية تاميل نادو ، الهند . وهي مسؤولة عن تطوير الصناعات في الولاية وغالبًا ما تكون شريكة مع الشركات في برنامج مؤسسة تنمية الصناعات الصغيرة التابعة للحكومة الهندية.[بحاجة لمصدر] العضو المنتدب للشركة هو جاياشري موراليدهاران.